# Eugène Cortambert
Pour les articles homonymes, voir Cortambert.
Pierre-François Eugène Cortambert est un géographe français né le 12 octobre 1805 à Toulouse et décédé le 5 mars 1881 à Paris.

## Biographie
D'abord professeur de géographie, il est nommé secrétaire général de la Société de géographie en 1853. En 1863, il remplace Edme François Jomard à la tête de la section de géographie de la Bibliothèque nationale de France à la suite de la mort de ce dernier. Il est l'auteur de nombreux ouvrages destinés à l'enseignement, tel sa Géographie universelle, édition revue et complétée de celle de Conrad Malte-Brun, ses Éléments de géographie, ainsi que des atlas. 
Il est le fils de Richard Anne Cortambert (1782-1832), le frère de Louis Cortambert (1809-1880) et le père de Richard Cortambert (1836-1884).
Il est inhumé au cimetière de Passy (Paris).

## Publications
- 1828 : Éléments de géographie
- 1835 : Éléments de géographie ancienne
- 1836 : Physiographie
- 1839 : Leçons de géographie
- 1840 : Le Petit cours de géographie
- 1846 : Curiosités des trois règnes de la nature, Paris et Limoges, M. Ardant frères (avec Eulalie Benoît).
- 1852 : Éléments de cosmographie, 3 vol
- Atlas de l'Europe, 21 cartes dressées sous la direction de E. Cortambert (deuxième année), Librairie Hachette et Cie, Paris, 1885

## Postérité
Une rue du 16e arrondissement de Paris porte son nom.